# كيمبرلي غوس
كيمبرلي غوس (بالإنجليزية: Kimberly Goss)‏ هي مغنية أمريكية، ولدت في 15 فبراير 1978 في لوس أنجلوس في الولايات المتحدة.

## وصلات خارجية
- كيمبرلي غوس على موقع ميوزك برينز (الإنجليزية)
- كيمبرلي غوس على موقع أول ميوزيك (الإنجليزية)
- كيمبرلي غوس على موقع ديسكوغز (الإنجليزية)